# خايرو أرواخو
خايرو أرواخو (بالبرتغالية: Jairo Lima de Araújo‏) (29 يوليو 1974 في البرازيل - ) هو مدرب كرة قدم ولاعب كرة قدم برازيلي في مركز الدفاع. لعب مع أتلتيكو غويانيينسي وبورتوغيزا سانتيستا ونادي برازيليا ونادي غاما ونادي غواراني وسوسيداد إسبورتيفا ماتونينسي ‏.

## وصلات خارجية
- خايرو أرواخو على موقع قاعدة بيانات كرة القدم.إي يو (الإنجليزية)